# Bayud
Bayud (tiếng Ả Rập: بيوض) là một ngôi làng Syria nằm ở Al-Hamraa Nahiyah ở huyện Hama, Hama. Theo Cục Thống kê Trung ương Syria (CBS), Bayud có dân số 737 người trong cuộc điều tra dân số năm 2004.. Trong cuộc nội chiến ở Syria, Bayud đã bị ISIS bắt giữ, sau đó SAA đã giải phóng thị trấn này khỏi ISIS vào ngày 5 tháng 2 năm 2018.